# Três Corações
Três Corações (en français : Trois Cœurs) nommée ainsi en raison de l'appellation de la chapelle dite des Cœurs de Jésus, Marie et Joseph autour de laquelle la jeune communauté villageoise s'est regroupée vers 1800 est une ville de l'État brésilien du Minas Gerais. Elle compte environ 80 000 habitants pour une superficie de 826 km2.
Ville natale de Pelé, elle est équidistante (environ 300 km) des trois plus grandes villes du Brésil : Belo Horizonte, Rio de Janeiro et São Paulo.

## Histoire
Le district de Três Corações do Rio Verde doit sa création au décret du 14 juin 1832. La loi provinciale nº. 3 197, du 23 septembre 1884, a créé la municipalité avec la dénomination de Três Corações do Rio Verde et le territoire séparé de Campanha, ayant été installée le 10 juillet 1885. En raison de la loi provinciale nº. 3 387, du 10 juillet 1886, le district a été élevé à la catégorie de siège de la municipalité et aussi du district, dont la création a été confirmée par la loi nationale nº. 2, du 14 septembre 1891. Conformément à la loi nº. 843, à partir de 1923, la municipalité fut rebaptisée simplement Três Corações.

## Géographie
La ville de Três Corações est située dans le bassin du Rio Verde (Minas Gerais) (pt), qui est le principal cours d'eau qui traverse le territoire tricordien. La ville possède également d'autres petites rivières qui intègrent le bassin du Rio Verde, comme le Rio do Peixe, le Rio Palmela et le Rio Lambari.
Le relief sur lequel la municipalité de Três Corações est située est généralement un plateau, plus précisément à l'intérieur de la Serra da Mantiqueira. La forme du relief de la région est caractérisée par des Mar de morros (pt) avec une discontinuité en altitude et quelques crêtes qui présentent une altitude plus élevée qu'à São Thomé das Letras. Le territoire municipal couvre quelques petites montagnes telles que Serra da Onça, Palmital, et Jurumirim entre autres.

## Climat
Le climat de la ville de Três Corações est, dans l'aspect régional (au sud de Minas), un climat tropical de altitude. D'après la classification de Köppen, la ville est caractérisée par des étés chauds et humides, avec une saison des pluies et des hivers relativement secs.

## Maires
| Période | Période | Identité                    | Étiquette | Qualité |
| ------- | ------- | --------------------------- | --------- | ------- |
| 2009    | 2012    | Fausto Mesquita Ximenes     | PSDB      |         |
| 2021    |         | José Roberto de Paiva Gomes | PSD       |         |

## Personnalités
- Alan Mineiro (1987-), footballeur brésilien, est né à Três Corações.

- Pelé (1940-2022), footballeur brésilien, est né à Três Corações.